# Barão do Triunfo

Localización del municipio Barão do Triunfo.

Barão do Triunfo es un municipio brasilero del estado de Rio Grande do Sul.
Se encuentra ubicado a una latitud de 30º23'18" Sur y una longitud de 51º44'01" Oeste, estando a una altitud de 258 metros sobre el nivel del mar. Su población estimada para el año 2004 era 7.064 de habitantes.
Ocupa una superficie de 436,31 km².
- Datos: Q1750098
- Multimedia: Barão do Triunfo / Q1750098